# Notburga di Eben
Notburga di Eben (Rattenberg, 1265 – Castello di Rottenburg, 14 settembre 1313), venerata come santa dalla Chiesa cattolica, è ricordata il 14 settembre.

## Agiografia
Non si sono conservate fonti contemporanee sulla vita di questa santa. Il testo più antico relativo ad essa è un pannello votivo in legno utilizzato come elemento decorativo posto sul suo luogo di sepoltura. Esso scomparve nel 1862 ma ne conosciamo il contenuto in quanto ne è stato copiato il testo prima della sparizione.
Notburga nacque nel XIII secolo a Rattenberg, villaggio nel Tirolo del Nord, da una umile famiglia di contadini. La tradizione riporta che era una donna non sposata ed estremamente religiosa; all'età di diciotto anni entrò al servizio del Conte del castello di Rottenburg in qualità di cuoca: oltre allo zelo per la cucina e per i lavori domestici per il quale veniva apprezzata dal conte e dalla moglie, era solita dare ai poveri tutto ciò che avanzava alla mensa dei padroni con enorme pietà; per questo la sua padrona la ammirava e la sosteneva. Morta però la contessa, sua figlia - gelosa del rapporto tra la domestica e la madre - impedì tale attività e rimproverò aspramente Notburga fino a costringerla ad andarsene ed a cercare un altro lavoro. 
Notburga allora passò a servizio di alcuni agricoltori a Eben am Achensee. La santa stabilì con loro un patto: dai vespri del sabato, avvisati col suono delle campane, fino al lunedì mattina, non si sarebbe lavorato per santificare degnamente la domenica. Il capo famiglia inizialmente accettò ma, in seguito, se ne pentì e cominciò a lamentarsi: egli riteneva questa interruzione troppo dannosa al suo lavoro agricolo. A causa di queste rimostranze, Notburga si arrabbiò: secondo una leggenda devozionale, prese una falce, chiamò Dio a testimone del patto e lanciò l'attrezzo in aria; questo rimase immobile nel vuoto, lasciando l'uomo allibito. Il contadino però non cambiò atteggiamento, tanto che Notburga lo abbandonò, tornando a fare la cuoca dov'era prima.
Il Conte, nel frattempo pentitosi di non aver osteggiato la decisione della figlia e di non aver impedito a Notburga di andarsene, la accolse di nuovo; forte del sostegno del padrone, Notburga continuò nella sua opera caritatevole fino alla morte, avvenuta nel castello il 14 settembre 1313 e venne sepolta ad Eben. 
Quando morì infatti, secondo la leggenda, i compaesani (che già la ritenevano santa, oltre che per l'episodio della falce, per la vita irreprensibile e pia) affidarono ai buoi la sua salma, posizionandola su un carro: gli animali avrebbero attraversato "miracolosamente" il fiume Inn fermandosi a Eben am Achensee. Lì venne sepolta. I pellegrini da allora, usavano prendere un po' di terra intorno alla tomba di Notburga, convinti che aiutasse a guarire le malattie di uomini e animali.
Come già accennato prima, non esistono documenti contemporanei sulla vita della santa; il testo più antico della sua leggenda, in tedesco, si trovava sul dipinto ad olio e su tavola di legno, che una volta abbelliva la tomba di Notburga ad Eben ed ora disperso. 
Questo testo che fu trascritto in latino, è ora conservato nel Museo Ferdinandeum di Innsbruck, e riporta il racconto di numerosi miracoli e prodigi verificatesi dopo la sua morte.

## Culto
La piccola chiesa di Eben, presso cui era sepolta, venne ingrandita a più riprese: nel 1434, nel 1516 ed abbellita per diretto interessamento dell'imperatore Massimiliano d'Asburgo. Nel 1718 le reliquie furono ricomposte, dorate e spostate sotto l'altare maggiore, dove riposano tuttora.
Il culto, ufficialmente autorizzato da Pio IX con decreto del 27 marzo 1862, era già particolarmente intenso in Baviera, Austria, Tirolo ed Istria: un tempo si inghiottivano sue immaginette, grandi quanto un'unghia. 
La santa è invocata come modello e patrona della gioventù rurale e si venera come patrona e protettrice delle domestiche, dei contadini e delle loro figlie; la sua festa è celebrata il 14 settembre.